# Zvonimir Bučević
Zvonimir Bučević Buč (Zagreb 1961.), hrvatski je basist najpoznatiji po svom radu i djelovanju u sastavima Songkillers, The Bastardz, Parni valjak i Boa.

## Životopis
Član nove postave grupe Boa postaje 1989. godine, a u njoj je sve do prekida u radu, 1994. godine. U tom razdoblju grupa izdaje tri studijska albuma. Osim stalnih članova: Paolo Sfeci - bubnjevi, Mladen Puljiz - vokal, Slavko Remenarić - gitara i Buč - bas, u tom razdoblju sa sastavom surađuju i drugi poznati glazbenici: Vanna i Franciska Gluhak kao prateći vokali, Zvonimir Dusper, Ilan Kabiljo, Kruno Brezak i Gojko Tomljanović kao klavijaturisti, Saša Nestorović (soprano sax), Damir Lipošek - Keks (gitara), Dino Dvornik i Drago Mlinarec kao gostujući pjevači i drugi. 1992. godine Boa je pozvana da predstavlja Hrvatsku na Festivalu mladih umjetnika Mediterana u Barceloni, u povodu čega je izdan zajednički CD svih sudionika.
1990. godine osniva grupu The Bastardz, a prvu postavu čine: Buč - bas, Zoran Jager - gitara, Goran Markić - bubnjevi, Alan Bjelinski - klavijature i Miha Hawlina - tenor sax. U tom sastavu sastav svira po lokalnim zagrebačkim klubovima i nastupa kao “kućni sastav” televizijske show-emisije Top-Cup, snimajući poznate strane hitove u funk stilu, a i svoje originalne skladbe. Sastav 1991. godine prestaje raditi, da bi se ponovo okupio u ljeto 1995. godine u izmijenjenom sastavu i to: Buč - bas, Zoran Jager - gitara, Helena Bastić - vokal, Kruno Levačić - bubnjevi i Gojko Tomljanović - klavijature. Te iste godine grupa izdaje mini LP Your love s vlastitim materijalima, od kojih se pjesma “Tvoja ljubav” izdvojila kao veliki radijski i TV hit. Zahvaljujući sviračkoj kvaliteti, sastav osvaja Porin ‘96 u kategoriji debitanta godine. Nakon toga, stjecajem raznoraznih okolnosti, sastav prestaje postojati u tom sastavu.
Član Songkillersa postaje 1992. godine i to u postavi: Buč - bas, Željko Banić - gitara, Damir Šomen - bubnjevi, Gojko Tomljanović - klavijature, i Miha Hawlina - tenor sax. Postavši lokalna klupska funky atrakcija, sastav počinje uspješnu suradnju s Dinom Dvornikom s kojim snima jednu od najboljih live ploča ikada izdanih u Hrvatskoj - CD pod nazivom Dino Dvornik & Songkillers - "Live in München" iz 1995. godine. Sastav surađuje i s Oliverom Dragojevićem na njegovom CD-u Neka nova svitanja iz 1994. godine i Tonijem Cetinskim na albumu Ljubav i bol iz 1995. godine. Te iste godine sastav počinje snimati svoje vlastite originalne pjesme.
Potkraj 1996. godine, počinje surađivati s Vješticama i pripremati materijale za svoj samostalni album Buč - J.M.B.G. U Vješticama su još i Mladen Juričić Max - gitara, Boris Leiner - bubnjevi i Ivan Androić - flauta, charango, panova frula, te povremeni suradnik Gojko Tomljanović - klavijature. Sljedeće, 1998. godine grupa je namjeravala snimiti novi studijski album, s novim i prerađenim tradicionalnim pjesmama. Istodobno, pomaže kolegi glazbeniku Žanu Jakopaču - gitaristu, autoru glazbe i tekstova, oko materijala koji su objavljeni 1999. na albumu prvijencu Šo!Mazgoon  istoimene grupe, u izdanju Aquarius recordsa.
Krajem 2000. godine pridružuje se sastavu Parni valjak s kojim prvi put nastupa na koncertu u Domu sportova u Zagrebu, povodom 25 godina rada grupe, a čija snimka je objavljena i kao DVD izdanje. U sastavu ostaje do prestanka rada grupe krajem 2005. godine, te s njima, uz spomenuti DVD, izdaje još jedan "live", te jedan studijski album.
Nakon razilaženja sastava, od 2007. posvećuje se svojoj Groove Sound & Music glazbenoj školi gdje educira mlađe naraštaje.
Tijekom 2007. godine Buč vodi i vlastiti sastav Bučerse, kao "kućni" sastav TV emisije "Zuhra show", u kojem izvode autorske jinglove i glazbene podloge,
i prate gostujuće domaće i regionalne glazbene zvijezde.
Dikografski i koncertno surađuje i s mnogim poznatim izvođačima domaće scene: Josipom Lisac, Dadom Topićem, Borisom Novkovićem, Tonijem Cetinskim, Oliverom Dragojevićem, Massimom Savićem, Ivanom Banfić, Vannom i ET-jem, Ilanom Kabiljom i drugima. Sudjelovao je i u realizaciji glazbe za TV reklame npr. "Ronhill light", "Ožujsko pivo", "Chio chips" itd.
Sredinom 2006. godine grupa Boa se vraća na glazbenu scenu novim autorskim albumom "Dnevnik putovanja, skice ostanka". 
Boa 2012. izdaje album "VII", a dvije godine kasnije i album "Indigo". Trenutačno Boa priprema izlazak novoga studijskog albuma - krajem 2015. godine.

## Diskografija

### Boa
Studijski albumi
- Prvi val, Suzy, 1990.
- Kraj djetinjstva, Orfej, 1994.
- Dnevnik putovanja, skice ostanka, Dancing Bear, 2006.
- VII, Menart, 2012.
- Indigo, Menart, 2014.

Kompilacije
- 81-92, Orfej/DEA Music, 1992.
- Kao nekad, Suzy/Hit Records, 2004.
- Krug - The best of Boa, Dancing Bear, 2007.

### The Bastardz
- Tvoja ljubav, Aquarius Records, 1995.

### Songkillers & Dino Dvornik
- Live in München, Croatia Records, 1995.

### Parni valjak
Studijski albumi
- Pretežno sunčano?, Croatia Records/Master Music, 2004.

Uživo
- Kao nekada: Live at S.C., Croatia Records/Master Music, 2001.

Kompilacije
- Koncentrat 1984.-2005., Croatia Records, 2005.

DVD
- 25 godina, Croatia Records/Hrvatski telekom, 2002.

### Solo
- J.M.B.G, ZG ZOE Music, 1997.
- Escape, Croatia Records, 2006.

## Vanjske poveznice
- Službene stranice Zvonimira Bučevića
- Zvonimir Bučević na Discogs
- Službene stranice Parnog valjka